# Monkberry Moon Delight
 (février 2025).
Si vous disposez d'ouvrages ou d'articles de référence ou si vous connaissez des sites web de qualité traitant du thème abordé ici, merci de compléter l'article en donnant les références utiles à sa vérifiabilité et en les liant à la section « Notes et références ».
Monkberry Moon Delight est une chanson écrite et composée par l'auteur-compositeur-interprète anglais Paul McCartney et sa femme Linda. Elle est tirée de leur album Ram, sorti en 1971, 2e album solo de Paul McCartney et le seul qu'il ait cosigné avec sa femme.